# حثل المادة البيضاء
حثل المادة البيضاء (بالإنجليزية: Leukodystrophy)‏ هي واحدة من مجموعة من الاضطرابات التي تتميز بالتنكس المترقي للمادة البيضاء في الدماغ. كلمة حثل المادة البيضاء تأتي من جذور الإغريق اليونانية، تنجم حثل الكريات البيضاء عن نمو غير كامل أو تطور غشاءالمايلين، وهو الغلاف الدهني الذي يحيط بألياف العصب.
عندما يحدث ضرر للمادة البيضاء، يمكن أن تؤدي الاستجابات المناعية إلى التهاب في الجهاز العصبي المركزي (CNS)، إلى جانب فقدان المايلين. يمكن ملاحظة انحطاط المادة البيضاء في فحص التصوير بالرنين المغناطيسي واستخدامها لتشخيص الكريات البيض. تتميز حثل المادة البيضاء بأعراض محددة، بما في ذلك مشاكل التوازن والحركة، واضطراب السيطرة على العضلات، مشاكل السمع والكلام والرؤية في نهاية المطاف. على الرغم من أن هذا المرض قاتل، فإن عمر ظهور المرض هو عامل رئيسي حيث يتم إعطاء الأطفال عمرًا يتراوح من 2 إلى 8 سنوات (أحيانًا أطول)، في حين أن البالغين عادةً ما يعيشون أكثر من عقد بعد ظهوره. خيارات العلاج محدودة، على الرغم من أن زرع الخلايا الجذعية المكونة للدم باستخدام النخاع العظمي أو دم الحبل السري كما أنه يساعد في أنواع معينة أثناء إجراء مزيد من البحوث.

## الأعراض والعلامات
تختلف بعض الأعراض المحددة من نوع واحد من حثل الكريات البيض إلى آخر، لكن الغالبية العظمى من الأعراض تكون مشتركة لأن أسباب المرض لها نفس التأثيرات بشكل عام. تعتمد الأعراض على عمر ظهور المرض، وهو في الغالب في مرحلة الطفولة والطفولة المبكرة، على الرغم من صعوبة تحديد وقت البدء بالضبط. تعد فرط التهابات وفرط الحساسية تجاه البيئة أمرًا شائعًا، بالإضافة إلى بعض العلامات الجسدية بما في ذلك صلابة العضلات والرأس المنحني للخلف. غالبًا ما يستخدم علاج البوتوكس لعلاج مرضى التشنج. تظهر الأعراض المبتدئة للأطفال والبالغين أعراضًا مماثلة، بما في ذلك انخفاض أو فقدان السمع والبصر. في حين أن الأطفال يعانون من انخفاض بصري وسمعي، فإن تطور المرض عادة ما يكون سريعًا جدًا، ويسبب الوفاة سريعًا نسبيًا، بينما قد يعيش البالغين مع هذه الظروف لسنوات عديدة. عند الأطفال، غالباً ما يسبق النشاط التشنجي ترنحًا وتدهورًا إدراكيًا سريعًا تم وصفه بالتخلف العقلي. الصرع شائع للمرضى من جميع الأعمار. يظهر المرضى الأكثر تقدمًا كثرة الالتهاب، مما يؤدي إلى نوبات سعال تشنجي بسبب اللعاب المستنشق.

## أسباب
في حين أن الأسباب الكامنة الأكثر تحديدًا لحثل الكريات البيض تعتمد على النوع، إلا أن هناك أنماطًا فسيولوجية شائعة يمكن رؤيتها بين جميع الأنواع. أولاً وقبل كل شيء، حثل الكريات البيضاء هو مرض تنكس عصبي دائمًا ما يكون نتيجة لضعف وصيانة غشاء المايلين المحيطة بالمحاور العصبية في الجهاز العصبي المركزي كنتيجة للطفرة الجينية. المايلين عبارة عن مادة بيضاء دهنية تعمل كعازل كهربائي وتغطي محاور عصبية من أجل تسريع النبضات (أي إمكانات الحركة) التي تنتقل عبر المحور. ولذلك، فإن النتيجة الطبيعية لفقدان هذه المادة هي انخفاض الكفاءة في انتشار الاندفاع. نظرًا لأن المايلين ينتج من قلة الخلايا الوراثية (نوع من الخلايا الدبقية) في الجهاز العصبي المركزي، فإن المكان السهل للبحث عن السبب هو حدوث طفرة أو خلل في هذه الخلايا وفي الخلايا الدبقية الأخرى.
حثل المادة البيضاء هي اضطرابات وراثية، أي أنها تورث من الوالدين للطفل. ويمكن توارثها بطريقة متنحية، سائدة، أو مرتبطة بالX (الجين الجنسي)حسب نوع الحثل. وكل حالة لها وصف مختلف لطريقة وراثة الجينات. وهناك بعض الحالات التي تبدو غير متوارثة، بل كأنها تظهر بطريقة عشوائية، هي ناجمة عن طفرة في جين محدد، مما يعني أنها غير متوارثة. وفي هذه الحالة فإن وجود المرض لا يعني خطورة حصول طفل آخر على المرض.

## علاج
مع العديد من أنواع مختلفة من حثل الكريات البيض والأسباب، تختلف العلاجات لكل نوع. تجري العديد من الدراسات والتجارب السريرية لإيجاد العلاج والعلاجات لكل أنواع حثال الكريات البيضاء المختلفة. يبدو أن عمليات زرع الخلايا الجذعية والعلاج الجيني هي الأكثر واعدة في علاج جميع أنواع الكريات البيضاء بشرط أن تتم في أقرب وقت ممكن. بالنسبة لحالات الكريات البيض التي تصيب النخاع، يبدو أن الأبحاث العلاجية في العلاجات القائمة على الخلايا واعدة. تم زرع الخلايا السليفة للخلايا الجذعية الأولى والخلايا الجذعية العصبية بنجاح وأظهرت أنها تتمتع بصحة جيدة بعد عام. أظهرت خرائط التباين الجزئي والانتشار الشعاعي ميلينًا محتملًا في منطقة الزرع. هي الطرق الأساسية للعلاجات الممكنة.